# Llista de topònims de Sant Salvador de Guardiola
Llista de topònims (noms propis de lloc) del municipi de Sant Salvador de Guardiola, al Bages
Informació actualitzada per un bot. Els canvis manuals es perdran quan s'actualitzi!

## barraca de vinya
| imatge | Nom                      | Ubicat a                   | instància de     | Detalls | coordenades | Protecció | Commons (més fotos) | Dades a WD                    |
| ------ | ------------------------ | -------------------------- | ---------------- | ------- | --- | --------- | ------------------- | ----------------------------- |
|        | barraca de pedra seca 16 | Sant Salvador de Guardiola | barraca de vinya |         | 41° 40′ 37″ N, 1° 47′ 03″ E / 41.67697°N,1.78406°E ca:A Coll d'Arboç                                                                  |           |                     | Modifica les dades a Wikidata |
|        | barraca de pedra seca 35 | Sant Salvador de Guardiola | barraca de vinya |         | 41° 41′ 26″ N, 1° 46′ 22″ E / 41.69057°N,1.77265°E ca:Als camps de Pladesanç                                                          |           |                     | Modifica les dades a Wikidata |
|        | barraca de pedra seca 36 | Sant Salvador de Guardiola | barraca de vinya |         | 41° 41′ 26″ N, 1° 46′ 28″ E / 41.69047°N,1.77441°E ca:Als camps de Pladesanç                                                          |           |                     | Modifica les dades a Wikidata |
|        | barraca de pedra seca 40 | Sant Salvador de Guardiola | barraca de vinya |         | 41° 41′ 02″ N, 1° 46′ 05″ E / 41.68394°N,1.76797°E ca:Prop del nucli urbà de Sant Salvador de Guardiola                               |           |                     | Modifica les dades a Wikidata |
|        | barraca de pedra seca 41 | Sant Salvador de Guardiola | barraca de vinya |         | 41° 41′ 05″ N, 1° 46′ 06″ E / 41.68461°N,1.76838°E ca:Prop del nucli urbà de Sant Salvador de Guardiola                               |           |                     | Modifica les dades a Wikidata |
|        | barraca de pedra seca 42 | Sant Salvador de Guardiola | barraca de vinya |         | 41° 41′ 04″ N, 1° 46′ 18″ E / 41.68442°N,1.77169°E ca:Prop del nucli urbà de Sant Salvador de Guardiola, al raval del camí de la Llum |           |                     | Modifica les dades a Wikidata |
|        | barraca de pedra seca 43 | Sant Salvador de Guardiola | barraca de vinya |         | 41° 42′ 32″ N, 1° 47′ 14″ E / 41.70902°N,1.78711°E ca:Prop de la casa de la Peça                                                      |           |                     | Modifica les dades a Wikidata |
|        | barraca de pedra seca 44 | Sant Salvador de Guardiola | barraca de vinya |         | 41° 42′ 01″ N, 1° 46′ 56″ E / 41.70025°N,1.78232°E ca:Prop del poble de Salelles                                                      |           |                     | Modifica les dades a Wikidata |
|        | barraca de pedra seca 45 | Sant Salvador de Guardiola | barraca de vinya | 2002    | 41° 41′ 57″ N, 1° 47′ 35″ E / 41.69904°N,1.79293°E ca:Parc del carrer Dr. Trueta, al polígon industrial de Salelles                   |           |                     | Modifica les dades a Wikidata |
|        | barraca de pedra seca 46 | Sant Salvador de Guardiola | barraca de vinya |         | 41° 41′ 48″ N, 1° 47′ 40″ E / 41.69656°N,1.79454°E ca:Prop del polígon industrial Salelles II                                         |           |                     | Modifica les dades a Wikidata |
|        | barraca de pedra seca 47 | Sant Salvador de Guardiola | barraca de vinya |         | 41° 41′ 48″ N, 1° 47′ 42″ E / 41.69661°N,1.795°E ca:Prop del polígon industrial Salelles II                                           |           |                     | Modifica les dades a Wikidata |
|        | barraca de pedra seca 48 | Sant Salvador de Guardiola | barraca de vinya |         | 41° 41′ 48″ N, 1° 47′ 45″ E / 41.6966°N,1.79596°E ca:Prop del polígon industrial Salelles II                                          |           |                     | Modifica les dades a Wikidata |
|        | barraca de pedra seca 49 | Sant Salvador de Guardiola | barraca de vinya |         | 41° 41′ 46″ N, 1° 47′ 49″ E / 41.69618°N,1.79689°E ca:Al Camp Gran del Genovès, prop del polígon industrial Salelles II               |           |                     | Modifica les dades a Wikidata |
|        | barraca de pedra seca 50 | Sant Salvador de Guardiola | barraca de vinya |         | 41° 41′ 28″ N, 1° 47′ 16″ E / 41.69123°N,1.78785°E ca:Prop del polígon industrial Salelles II                                         |           |                     | Modifica les dades a Wikidata |
|        | barraca de pedra seca 64 | Sant Salvador de Guardiola | barraca de vinya |         | 41° 40′ 58″ N, 1° 45′ 43″ E / 41.68283°N,1.76203°E ca:Entre la Botiguera i cal Salvador                                               |           |                     | Modifica les dades a Wikidata |
|        | barraca de pedra seca 71 | Sant Salvador de Guardiola | barraca de vinya |         | 41° 41′ 20″ N, 1° 46′ 40″ E / 41.68889°N,1.77768°E ca:Prop de la masia de Pladesans                                                   |           |                     | Modifica les dades a Wikidata |
|        | barraca de pedra seca 76 | Sant Salvador de Guardiola | barraca de vinya |         | 41° 41′ 34″ N, 1° 47′ 22″ E / 41.69273°N,1.78946°E ca:Prop del Pinyot Vell                                                            |           |                     | Modifica les dades a Wikidata |
|        | barraca de pedra seca 77 | Sant Salvador de Guardiola | barraca de vinya |         | 41° 42′ 00″ N, 1° 46′ 59″ E / 41.70012°N,1.78318°E ca:Prop de cal Víctor (Salelles)                                                   |           |                     | Modifica les dades a Wikidata |
|        | barraca de pedra seca 87 | Sant Salvador de Guardiola | barraca de vinya |         | 41° 41′ 07″ N, 1° 46′ 03″ E / 41.6854°N,1.7674°E ca:Prop de la font de Besora                                                         |           |                     | Modifica les dades a Wikidata |
|        | barraca de pedra seca 89 | Sant Salvador de Guardiola | barraca de vinya |         | 41° 42′ 38″ N, 1° 46′ 41″ E / 41.71054°N,1.77792°E ca:Sector nord-est del terme, prop del túnel de Salelles                           |           |                     | Modifica les dades a Wikidata |

## cabana
| imatge | Nom                  | Ubicat a                   | instància de | Detalls | coordenades                                                         | Protecció | Commons (més fotos) | Dades a WD                    |
| ------ | -------------------- | -------------------------- | ------------ | ------- | ------------------------------------------------------------------- | --------- | ------------------- | ----------------------------- |
|        | barraca del Belegues | Sant Salvador de Guardiola | cabana       |         | 41° 40′ 32″ N, 1° 44′ 52″ E / 41.6754284128631°N,1.74765012775209°E |           |                     | Modifica les dades a Wikidata |
|        | cobert del Biosca    | Sant Salvador de Guardiola | cabana       |         | 41° 42′ 21″ N, 1° 47′ 10″ E / 41.7059153191738°N,1.78612104805027°E |           |                     | Modifica les dades a Wikidata |
|        | corral del Suanya    | Sant Salvador de Guardiola | cabana       |         | 41° 42′ 21″ N, 1° 47′ 17″ E / 41.70589921424°N,1.78800836921072°E   |           |                     | Modifica les dades a Wikidata |

## casa
| imatge | Nom                      | Ubicat a                   | instància de | Detalls      | coordenades                                                                                                | Protecció | Commons (més fotos) | Dades a WD                    |
| ------ | ------------------------ | -------------------------- | ------------ | ------------ | --- | --------- | ------------------- | ----------------------------- |
|        | Ca l'Estevet             | Sant Salvador de Guardiola | casa         |              | 41° 40′ 46″ N, 1° 45′ 58″ E / 41.6795°N,1.76606°E ca:Carrer d'Igualada, núm. 1 (nucli urbà de Guardiola)   |           |                     | Modifica les dades a Wikidata |
|        | Ca l'Iscle               | Sant Salvador de Guardiola | casa         |              | 41° 40′ 58″ N, 1° 45′ 28″ E / 41.68273°N,1.75789°E ca:Raval del Sellarès                                   |           |                     | Modifica les dades a Wikidata |
|        | Ca l'Isidre              | Sant Salvador de Guardiola | casa         |              | 41° 41′ 05″ N, 1° 46′ 23″ E / 41.68476°N,1.77311°E ca:Carrer de la Llum, núm. 21 (nucli urbà de Guardiola) |           |                     | Modifica les dades a Wikidata |
|        | Ca la Pepa               | Sant Salvador de Guardiola | casa         |              | 41° 41′ 02″ N, 1° 45′ 29″ E / 41.68399°N,1.75801°E ca:Raval del Sellarès                                   |           |                     | Modifica les dades a Wikidata |
|        | Ca la Pepeta             | Sant Salvador de Guardiola | casa         | 19th century | 41° 40′ 46″ N, 1° 45′ 57″ E / 41.67945°N,1.76571°E ca:Carrer Igualada, núm. 18 (nucli urbà de Guardiola)   |           |                     | Modifica les dades a Wikidata |
|        | Ca la Treseta            | Sant Salvador de Guardiola | casa         |              | 41° 41′ 05″ N, 1° 45′ 34″ E / 41.68471°N,1.7595°E ca:Raval del Sellarès                                    |           |                     | Modifica les dades a Wikidata |
|        | Cal Barber               | Sant Salvador de Guardiola | casa         |              | 41° 41′ 03″ N, 1° 45′ 30″ E / 41.68404°N,1.75845°E ca:Raval del Sellarès                                   |           |                     | Modifica les dades a Wikidata |
|        | Cal Barnaus              | Sant Salvador de Guardiola | casa         |              | 41° 41′ 06″ N, 1° 46′ 24″ E / 41.68502°N,1.77345°E ca:Carrer de la Llum, núm. 25 (nucli urbà de Guardiola) |           |                     | Modifica les dades a Wikidata |
|        | Cal Baró                 | Sant Salvador de Guardiola | casa         |              | 41° 40′ 45″ N, 1° 45′ 58″ E / 41.67907°N,1.76617°E ca:Carrer Marcet, núm. 9 (nucli urbà de Guardiola)      |           |                     | Modifica les dades a Wikidata |
|        | Cal Cabanes              | Sant Salvador de Guardiola | casa         |              | 41° 40′ 40″ N, 1° 45′ 57″ E / 41.67786°N,1.76592°E ca:Carrer de Dalt, núm. 42 (nucli urbà de Guardiola)    |           |                     | Modifica les dades a Wikidata |
|        | Cal Cairot               | Sant Salvador de Guardiola | casa         |              | 41° 40′ 38″ N, 1° 45′ 53″ E / 41.67714°N,1.76474°E ca:Carrer de Dalt, núm. 64 (nucli urbà de Guardiola)    |           |                     | Modifica les dades a Wikidata |
|        | Cal Genovès              | Sant Salvador de Guardiola | casa         |              | 41° 42′ 06″ N, 1° 47′ 10″ E / 41.70156°N,1.78615°E ca:Poble de Salelles, núm. 9                            |           |                     | Modifica les dades a Wikidata |
|        | Cal Giralt               | Sant Salvador de Guardiola | casa         |              | 41° 40′ 51″ N, 1° 46′ 02″ E / 41.68075°N,1.76729°E ca:Avinguda de la Generalitat (nucli urbà de Guardiola) |           |                     | Modifica les dades a Wikidata |
|        | Cal Jaume                | Sant Salvador de Guardiola | casa         |              | 41° 41′ 01″ N, 1° 45′ 29″ E / 41.68365°N,1.75802°E ca:Raval del Sellarès                                   |           |                     | Modifica les dades a Wikidata |
|        | Cal Jaume de la Caseta   | Sant Salvador de Guardiola | casa         |              | 41° 40′ 45″ N, 1° 45′ 56″ E / 41.67908°N,1.76544°E ca:Carrer Igualada, núm. 28 (nucli urbà de Guardiola)   |           |                     | Modifica les dades a Wikidata |
|        | Cal Jepet                | Sant Salvador de Guardiola | casa         |              | 41° 40′ 36″ N, 1° 45′ 49″ E / 41.67658°N,1.76367°E ca:Carrer Rosa d'Abril (nucli urbà de Guardiola)        |           |                     | Modifica les dades a Wikidata |
|        | Cal Joan Xacó            | Sant Salvador de Guardiola | casa         |              | 41° 40′ 46″ N, 1° 45′ 57″ E / 41.67949°N,1.76576°E ca:Carrer Igualada, núm. 16 (nucli urbà de Guardiola)   |           |                     | Modifica les dades a Wikidata |
|        | Cal Joan de l'Hostal     | Sant Salvador de Guardiola | casa         |              | 41° 41′ 05″ N, 1° 45′ 35″ E / 41.68479°N,1.75978°E ca:Raval del Sellarès                                   |           |                     | Modifica les dades a Wikidata |
|        | Cal Joan del Cotolíu     | Sant Salvador de Guardiola | casa         |              | 41° 40′ 46″ N, 1° 45′ 57″ E / 41.67943°N,1.76593°E ca:Carrer Igualada, s/n (nucli urbà de Guardiola)       |           |                     | Modifica les dades a Wikidata |
|        | Cal Magí                 | Sant Salvador de Guardiola | casa         |              | 41° 41′ 04″ N, 1° 45′ 35″ E / 41.68451°N,1.75975°E ca:Raval del Sellarès                                   |           |                     | Modifica les dades a Wikidata |
|        | Cal Mas Ferrer Vell      | Sant Salvador de Guardiola | casa         | 1770         | 41° 40′ 38″ N, 1° 45′ 55″ E / 41.67736°N,1.76537°E ca:Carrer de Dalt, núm. 60 (nucli urbà de Guardiola)    |           |                     | Modifica les dades a Wikidata |
|        | Cal Mitja                | Sant Salvador de Guardiola | casa         |              | 41° 40′ 56″ N, 1° 45′ 30″ E / 41.68214°N,1.7583°E ca:Raval del Sellarès                                    |           |                     | Modifica les dades a Wikidata |
|        | Cal Nen                  | Sant Salvador de Guardiola | casa         |              | 41° 40′ 37″ N, 1° 45′ 54″ E / 41.67707°N,1.765°E ca:Carrer de Dalt, núm. 62 (nucli urbà de Guardiola)      |           |                     | Modifica les dades a Wikidata |
|        | Cal Pere                 | Sant Salvador de Guardiola | casa         |              | 41° 42′ 21″ N, 1° 47′ 26″ E / 41.70587°N,1.79048°E ca:Parròquia de Salelles                                |           |                     | Modifica les dades a Wikidata |
|        | Cal Picons               | Sant Salvador de Guardiola | casa         |              | 41° 40′ 37″ N, 1° 45′ 42″ E / 41.67694°N,1.76159°E ca:Raval del Sellarès                                   |           |                     | Modifica les dades a Wikidata |
|        | Cal Pujolar              | Sant Salvador de Guardiola | casa         |              | 41° 40′ 39″ N, 1° 45′ 56″ E / 41.67759°N,1.76563°E ca:Carrer de Dalt, núm. 48 (nucli urbà de Guardiola)    |           |                     | Modifica les dades a Wikidata |
|        | Cal Quico                | Sant Salvador de Guardiola | casa         | 1898         | 41° 42′ 19″ N, 1° 47′ 29″ E / 41.70521°N,1.79137°E ca:Parròquia de Salelles                                |           |                     | Modifica les dades a Wikidata |
|        | Cal Ramonet Vila         | Sant Salvador de Guardiola | casa         |              | 41° 40′ 47″ N, 1° 45′ 59″ E / 41.67966°N,1.76632°E ca:Carrer de Dalt, núm. 6 (nucli urbà de Guardiola)     |           |                     | Modifica les dades a Wikidata |
|        | Cal Rei                  | Sant Salvador de Guardiola | casa         |              | 41° 41′ 04″ N, 1° 45′ 35″ E / 41.68444°N,1.75975°E ca:Raval del Sellarès                                   |           |                     | Modifica les dades a Wikidata |
|        | Cal Sastre               | Sant Salvador de Guardiola | casa         |              | 41° 42′ 05″ N, 1° 47′ 10″ E / 41.70132°N,1.78604°E ca:Poble de Salelles                                    |           |                     | Modifica les dades a Wikidata |
|        | Cal Serra                | Sant Salvador de Guardiola | casa         |              | 41° 40′ 36″ N, 1° 45′ 50″ E / 41.6766°N,1.76389°E ca:Carrer Rosa d'Abril, núm. 3 (nucli urbà de Guardiola) |           |                     | Modifica les dades a Wikidata |
|        | Cal Tomàs                | Sant Salvador de Guardiola | casa         |              | 41° 40′ 40″ N, 1° 45′ 57″ E / 41.67765°N,1.76572°E ca:Carrer de Dalt, núm. 46 (nucli urbà de Guardiola)    |           |                     | Modifica les dades a Wikidata |
|        | Cal Trenca               | Sant Salvador de Guardiola | casa         |              | 41° 40′ 39″ N, 1° 45′ 56″ E / 41.67753°N,1.76557°E ca:Carrer de Dalt, núm. 39 (nucli urbà de Guardiola)    |           |                     | Modifica les dades a Wikidata |
|        | Cal Valldeperes          | Sant Salvador de Guardiola | casa         |              | 41° 40′ 45″ N, 1° 46′ 00″ E / 41.67908°N,1.76656°E ca:Carrer de Dalt, núm. 11 (nucli urbà de Guardiola)    |           |                     | Modifica les dades a Wikidata |
|        | Cal Xaix                 | Sant Salvador de Guardiola | casa         |              | 41° 40′ 50″ N, 1° 46′ 01″ E / 41.68057°N,1.76694°E ca:Carrer de la Creu, núm. 4 (nucli urbà de Guardiola)  |           |                     | Modifica les dades a Wikidata |
|        | casa del Carrer Dalt, 36 | Sant Salvador de Guardiola | casa         |              | 41° 40′ 44″ N, 1° 45′ 59″ E / 41.67882°N,1.76639°E ca:Carrer de Dalt, núm. 36 (nucli urbà de Guardiola)    |           |                     | Modifica les dades a Wikidata |

## creu de terme
| imatge | Nom                           | Ubicat a                           | instància de                          | Detalls | coordenades | Protecció                   | Commons (més fotos)       | Dades a WD                    |
| ------ | ----------------------------- | ---------------------------------- | ------------------------------------- | ------- | --- | --------------------------- | ------------------------- | ----------------------------- |
|        | creu d'Enric de la Torre 1    | Sant Salvador de Guardiola         | creu de terme                         |         | 41° 39′ 07″ N, 1° 44′ 16″ E / 41.65202492843079°N,1.7377311903742512°E                                                                    |                             |                           | Modifica les dades a Wikidata |
|        | creu d'Enric de la Torre 2    | Sant Salvador de Guardiola         | creu de terme                         |         | 41° 39′ 05″ N, 1° 44′ 19″ E / 41.651357524650685°N,1.7387421652350727°E                                                                   |                             |                           | Modifica les dades a Wikidata |
|        | creu de la Santa Missió       | Sant Salvador de Guardiola         | creu de terme creu de la Santa Missió | 1954    | 41° 40′ 50″ N, 1° 46′ 02″ E / 41.68061°N,1.76716°E ca:Avinguda de la Generalitat, cruïlla amb carrer de la Creu (nucli urbà de Guardiola) |                             |                           | Modifica les dades a Wikidata |
|        | creu de terme de Salelles     | Manresa Sant Salvador de Guardiola | creu de terme                         |         | 41° 42′ 12″ N, 1° 47′ 42″ E / 41.703427°N,1.794885°E                                                                                      | bé cultural d'interès local | Creu de terme de Salelles | Modifica les dades a Wikidata |
|        | creu de terme de la Torre Oms | Sant Salvador de Guardiola         | creu de terme                         |         | 41° 42′ 05″ N, 1° 47′ 17″ E / 41.70149°N,1.78815°E ca:Torre Oms, prop del nucli de Salelles                                               |                             |                           | Modifica les dades a Wikidata |
|        | creu del Terrer Roig          | el Bruc Sant Salvador de Guardiola | creu de terme                         |         | 41° 39′ 12″ N, 1° 46′ 27″ E / 41.653332905492°N,1.77424681665111°E                                                                        |                             |                           | Modifica les dades a Wikidata |

## curs d'aigua
| imatge | Nom                | Ubicat a                                                        | instància de | Detalls              | coordenades                                                                                               | Protecció | Commons (més fotos)           | Dades a WD                    |
| ------ | ------------------ | --------------------------------------------------------------- | ------------ | -------------------- | --- | --------- | ----------------------------- | ----------------------------- |
|        | Riera de Castellet | Sant Salvador de Guardiola Castellgalí Sant Vicenç de Castellet | curs d'aigua | Desemboca: Llobregat | |           |                               | Modifica les dades a Wikidata |
|        | riera de Guardiola | Sant Salvador de Guardiola Castellgalí Manresa                  | curs d'aigua | Desemboca: Cardener  | 41° 39′ 14″ N, 1° 43′ 55″ E / 41.653857°N,1.731831°E 41° 40′ 57″ N, 1° 50′ 16″ E / 41.682634°N,1.837649°E |           | Riera de Cornet (Castellgalí) | Modifica les dades a Wikidata |

## edifici
| imatge | Nom                | Ubicat a                   | instància de | Detalls      | coordenades | Protecció | Commons (més fotos) | Dades a WD                    |
| ------ | ------------------ | -------------------------- | ------------ | ------------ | --- | --------- | ------------------- | ----------------------------- |
|        | Casablanca         | Sant Salvador de Guardiola | edifici      |              | 41° 42′ 05″ N, 1° 47′ 09″ E / 41.70129°N,1.78579°E ca:Poble de Salelles, núm. 5                                  |           |                     | Modifica les dades a Wikidata |
|        | Casal Santmartí    | Sant Salvador de Guardiola | edifici      |              | 41° 42′ 06″ N, 1° 47′ 10″ E / 41.70177°N,1.78622°E ca:El Carrerot (nucli de Salelles)                            |           |                     | Modifica les dades a Wikidata |
|        | Caseta de la Riera | Sant Salvador de Guardiola | edifici      |              | 41° 41′ 06″ N, 1° 46′ 26″ E / 41.68511°N,1.77392°E ca:Carrer de la Llum, núm. 27 (nucli urbà de Guardiola)       |           |                     | Modifica les dades a Wikidata |
|        | Estudis Vells      | Sant Salvador de Guardiola | edifici      |              | 41° 40′ 48″ N, 1° 45′ 58″ E / 41.68004°N,1.76624°E ca:Carrer Josep Pesarrodona, núm. 7 (nucli urbà de Guardiola) |           |                     | Modifica les dades a Wikidata |
|        | l'Hostal           | Sant Salvador de Guardiola | edifici      |              | 41° 40′ 36″ N, 1° 45′ 43″ E / 41.67653°N,1.76205°E ca:Raval del Parrot de la Riera                               |           |                     | Modifica les dades a Wikidata |
|        | la Casa Gran       | Sant Salvador de Guardiola | edifici      |              | 41° 42′ 06″ N, 1° 47′ 09″ E / 41.70158°N,1.78583°E ca:Nucli de Salelles, núm. 6                                  |           |                     | Modifica les dades a Wikidata |
|        | la Cooperativa     | Sant Salvador de Guardiola | edifici      | 20th century | 41° 40′ 49″ N, 1° 46′ 01″ E / 41.68039°N,1.76702°E ca:Carrer de la Creu, núms. 3-5 (nucli urbà de Guardiola)     |           |                     | Modifica les dades a Wikidata |
|        | la Fassina         | Sant Salvador de Guardiola | edifici      |              | 41° 40′ 39″ N, 1° 45′ 46″ E / 41.67759°N,1.76283°E ca:Raval del Parrot de la Riera                               |           |                     | Modifica les dades a Wikidata |
|        | la Sala            | Sant Salvador de Guardiola | edifici      | 20th century | 41° 40′ 49″ N, 1° 46′ 00″ E / 41.6803°N,1.76669°E ca:Carrer de la Creu, Núm. 8 (nucli urbà de Guardiola)         |           |                     | Modifica les dades a Wikidata |

## element arquitectònic
| imatge | Nom                                        | Ubicat a                   | instància de          | Detalls      | coordenades | Protecció | Commons (més fotos) | Dades a WD                    |
| ------ | ------------------------------------------ | -------------------------- | --------------------- | ------------ | --- | --------- | ------------------- | ----------------------------- |
|        | Glorieta i antic jardí de la Torre Oms     | Sant Salvador de Guardiola | element arquitectònic | 20th century | 41° 42′ 05″ N, 1° 47′ 15″ E / 41.70145°N,1.78761°E ca:Torre Oms, prop del nucli de Salelles                                    |           |                     | Modifica les dades a Wikidata |
|        | Llinda de ca la Marcelina                  | Sant Salvador de Guardiola | element arquitectònic | 1786         | 41° 40′ 36″ N, 1° 45′ 51″ E / 41.67653°N,1.76428°E ca:Ca la Marcelina (Carrer Rosa d'Abril)                                    |           |                     | Modifica les dades a Wikidata |
|        | Llinda de l'oratori de l'Enric de la Serra | Sant Salvador de Guardiola | element arquitectònic | 1615         | 41° 41′ 02″ N, 1° 48′ 17″ E / 41.68397°N,1.80469°E ca:A la Masia Enric de la Serra                                             |           |                     | Modifica les dades a Wikidata |
|        | Llinda de la casa del carrer Igualada, 12  | Sant Salvador de Guardiola | element arquitectònic | 1777         | 41° 40′ 46″ N, 1° 45′ 57″ E / 41.67951°N,1.76592°E ca:Carrer Igualada, núm. 12 (nucli urbà de Guardiola)                       |           |                     | Modifica les dades a Wikidata |
|        | Pou de Pla de Sanç                         | Sant Salvador de Guardiola | element arquitectònic |              | 41° 41′ 24″ N, 1° 46′ 42″ E / 41.68988°N,1.77836°E ca:Zona de Pla de Sanç (prop de la masia Pladesans)                         |           |                     | Modifica les dades a Wikidata |
|        | Pou del carrer Igualada                    | Sant Salvador de Guardiola | element arquitectònic |              | 41° 40′ 45″ N, 1° 45′ 56″ E / 41.67919°N,1.7656°E ca:Carrer Igualada, prop de cal Jaume de la Caseta (nucli urbà de Guardiola) |           |                     | Modifica les dades a Wikidata |
|        | Sínia de cal Quico 1                       | Sant Salvador de Guardiola | element arquitectònic | 20th century | 41° 42′ 16″ N, 1° 47′ 28″ E / 41.70449°N,1.79115°E ca:Cal Quico (Salelles)                                                     |           |                     | Modifica les dades a Wikidata |
|        | Sínia de cal Quico 2                       | Sant Salvador de Guardiola | element arquitectònic |              | 41° 42′ 17″ N, 1° 47′ 26″ E / 41.70461°N,1.79057°E ca:Cal Quico (Salelles)                                                     |           |                     | Modifica les dades a Wikidata |
|        | Sínia de la Botiguera                      | Sant Salvador de Guardiola | element arquitectònic | 20th century | 41° 41′ 05″ N, 1° 45′ 39″ E / 41.6846°N,1.76082°E ca:A la casa de la Botiguera (raval del Sellarès).                           |           |                     | Modifica les dades a Wikidata |
|        | Sínia de la Casa Gran                      | Sant Salvador de Guardiola | element arquitectònic |              | 41° 41′ 45″ N, 1° 47′ 12″ E / 41.69572°N,1.78672°E ca:Vora la riera de Guardiola, prop del pont de Salelles                    |           |                     | Modifica les dades a Wikidata |
|        | Sínia del Tatjé                            | Sant Salvador de Guardiola | element arquitectònic |              | 41° 41′ 38″ N, 1° 47′ 02″ E / 41.69376°N,1.7839°E ca:Vora la riera de Guardiola, prop del pont de Salelles                     |           |                     | Modifica les dades a Wikidata |
|        | Tina de ca l'Almusara                      | Sant Salvador de Guardiola | element arquitectònic | 19th century | 41° 40′ 44″ N, 1° 45′ 58″ E / 41.67891°N,1.76616°E ca:Carrer Marcet, s/n (nucli urbà de Guardiola)                             |           |                     | Modifica les dades a Wikidata |
|        | Tina de la Botiguera                       | Sant Salvador de Guardiola | element arquitectònic | 19th century | 41° 41′ 07″ N, 1° 45′ 42″ E / 41.68524°N,1.76164°E ca:Prop de la casa de pagès de la Botiguera (raval del Sellarès).           |           |                     | Modifica les dades a Wikidata |
|        | Viver del Molí                             | Sant Salvador de Guardiola | element arquitectònic |              | 41° 40′ 32″ N, 1° 45′ 36″ E / 41.67568°N,1.75991°E ca:Carretera vella d'Igualada (C-37 z), al km. 85,1.                        |           |                     | Modifica les dades a Wikidata |
|        | forn de l'Enric de la Serra                | Sant Salvador de Guardiola | element arquitectònic |              | 41° 41′ 09″ N, 1° 48′ 12″ E / 41.68575°N,1.80326°E ca:Prop de la masia de l'Enric de la Serra                                  |           |                     | Modifica les dades a Wikidata |

## entitat singular de població
| imatge | Nom                          | Ubicat a                   | instància de                                   | Detalls  | coordenades                                                                  | Protecció | Commons (més fotos) | Dades a WD                    |
| ------ | ---------------------------- | -------------------------- | ---------------------------------------------- | -------- | ---------------------------------------------------------------------------- | --------- | ------------------- | ----------------------------- |
|        | Carrer de Dalt i Ca l'Esteve | Sant Salvador de Guardiola | entitat singular de població                   | 389 hab  | 41° 39′ 04″ N, 1° 45′ 34″ E / 41.65121937°N,1.75938237°E 433 msnm            |           |                     | Modifica les dades a Wikidata |
|        | Coll d'Arboç                 | Sant Salvador de Guardiola | entitat singular de població                   | 30 hab   | 41° 40′ 41″ N, 1° 47′ 10″ E / 41.678013°N,1.786246°E 400 msnm                |           |                     | Modifica les dades a Wikidata |
|        | Raval del Parrot             | Sant Salvador de Guardiola | entitat singular de població                   | 27 hab   | 41° 39′ 59″ N, 1° 46′ 26″ E / 41.6663260371605°N,1.77388025160516°E 381 msnm |           |                     | Modifica les dades a Wikidata |
|        | Raval del Sellerès           | Sant Salvador de Guardiola | entitat singular de població                   | 96 hab   | 41° 40′ 57″ N, 1° 45′ 27″ E / 41.6823894665072°N,1.75748745109517°E 307 msnm |           |                     | Modifica les dades a Wikidata |
|        | Salelles                     | Sant Salvador de Guardiola | entitat singular de població                   | 255 hab  | 41° 42′ 06″ N, 1° 47′ 12″ E / 41.7016254661451°N,1.78673055209255°E 291 msnm |           |                     | Modifica les dades a Wikidata |
|        | Sant Salvador de Guardiola   | Sant Salvador de Guardiola | entitat singular de població capital municipal | 914 hab  | 41° 41′ 00″ N, 1° 46′ 00″ E / 41.68333°N,1.76667°E 330 msnm                  |           |                     | Modifica les dades a Wikidata |
|        | Set-rengs                    | Sant Salvador de Guardiola | entitat singular de població                   | 10 hab   | 41° 40′ 28″ N, 1° 44′ 15″ E / 41.674423528605°N,1.7374671171323°E 386 msnm   |           |                     | Modifica les dades a Wikidata |
|        | el Calbet                    | Sant Salvador de Guardiola | entitat singular de població                   | 1512 hab | 41° 40′ 59″ N, 1° 47′ 12″ E / 41.683058562435°N,1.786559157324°E 324 msnm    |           |                     | Modifica les dades a Wikidata |
|        | el Graell                    | Sant Salvador de Guardiola | entitat singular de població                   | 185 hab  | 41° 40′ 29″ N, 1° 46′ 38″ E / 41.674852155162°N,1.7771026696485°E 344 msnm   |           |                     | Modifica les dades a Wikidata |
|        | el Pinyot                    | Sant Salvador de Guardiola | entitat singular de població                   | 60 hab   | 41° 41′ 12″ N, 1° 47′ 20″ E / 41.68658008°N,1.78891054°E 300 msnm            |           |                     | Modifica les dades a Wikidata |

## església
| imatge | Nom                                    | Ubicat a                   | instància de | Detalls                      | coordenades                                                                          | Protecció                                  | Commons (més fotos)                    | Dades a WD                    |
| ------ | -------------------------------------- | -------------------------- | ------------ | ---------------------------- | ------------------------------------------------------------------------------------ | ------------------------------------------ | -------------------------------------- | ----------------------------- |
|        | Sant Pere del Brunet                   | Sant Salvador de Guardiola | església     |                              | 41° 40′ 01″ N, 1° 47′ 21″ E / 41.66706278°N,1.78906944°E                             | bé integrant del patrimoni cultural català |                                        | Modifica les dades a Wikidata |
|        | Sant Sadurní de Salelles               | Sant Salvador de Guardiola | església     | Estil: arquitectura romànica | 41° 42′ 06″ N, 1° 47′ 10″ E / 41.701785°N,1.786052°E ca:Salelles                     | bé integrant del patrimoni cultural català |                                        | Modifica les dades a Wikidata |
|        | capella de Nostra Senyora de Gràcia    | Sant Salvador de Guardiola | església     |                              | 41° 40′ 14″ N, 1° 45′ 45″ E / 41.67051°N,1.7625°E ca:Prop de la masia de cal Miralda | bé integrant del patrimoni cultural català | Capella de Nostra Senyora de Gràcia    | Modifica les dades a Wikidata |
|        | església de Sant Salvador de Guardiola | Sant Salvador de Guardiola | església     | Estil: arquitectura popular  | 41° 40′ 22″ N, 1° 45′ 53″ E / 41.67288°N,1.76482°E                                   | bé integrant del patrimoni cultural català | Església de Sant Salvador de Guardiola | Modifica les dades a Wikidata |

## fita
| imatge | Nom                                                             | Ubicat a                   | instància de               | Detalls      | coordenades                                                                               | Protecció | Commons (més fotos) | Dades a WD                    |
| ------ | --------------------------------------------------------------- | -------------------------- | -------------------------- | ------------ | ----------------------------------------------------------------------------------------- | --------- | ------------------- | ----------------------------- |
|        | Fita de terme 1 entre Sant Salvador de Guardiola i Manresa      | Sant Salvador de Guardiola | fita                       | 18th century | 41° 41′ 23″ N, 1° 48′ 31″ E / 41.6897°N,1.80849°E ca:Extrem est del terme municipal       |           |                     | Modifica les dades a Wikidata |
|        | Fita de terme 10 entre Sant Salvador de Guardiola i Manresa     | Sant Salvador de Guardiola | fita                       |              | 41° 42′ 03″ N, 1° 47′ 47″ E / 41.70077°N,1.7964°E ca:Extrem est del terme municipal       |           |                     | Modifica les dades a Wikidata |
|        | Fita de terme 11 entre Sant Salvador de Guardiola i Manresa     | Sant Salvador de Guardiola | fita                       | 18th century | 41° 42′ 04″ N, 1° 47′ 47″ E / 41.70108°N,1.79631°E ca:Extrem est del terme municipal      |           |                     | Modifica les dades a Wikidata |
|        | Fita de terme 12 entre Sant Salvador de Guardiola i Castellgalí | Sant Salvador de Guardiola | fita                       | 18th century | 41° 41′ 04″ N, 1° 48′ 33″ E / 41.68458°N,1.80904°E ca:Extrem est del terme municipal      |           |                     | Modifica les dades a Wikidata |
|        | Fita de terme 12 entre Sant Salvador de Guardiola i Manresa     | Sant Salvador de Guardiola | fita                       | 18th century | 41° 42′ 11″ N, 1° 47′ 43″ E / 41.70318°N,1.79516°E ca:Extrem est del terme municipal      |           |                     | Modifica les dades a Wikidata |
|        | Fita de terme 13 entre Sant Salvador de Guardiola i Castellgalí | Sant Salvador de Guardiola | fita                       | 18th century | 41° 41′ 06″ N, 1° 48′ 36″ E / 41.68489°N,1.80991°E ca:Extrem est del terme municipal      |           |                     | Modifica les dades a Wikidata |
|        | Fita de terme 13 entre Sant Salvador de Guardiola i Manresa     | Sant Salvador de Guardiola | fita element arquitectònic | 18th century | 41° 42′ 24″ N, 1° 47′ 36″ E / 41.70679°N,1.7934°E ca:Extrem est del terme municipal       |           |                     | Modifica les dades a Wikidata |
|        | Fita de terme 14 entre Sant Salvador de Guardiola i Manresa     | Sant Salvador de Guardiola | fita element arquitectònic | 19th century | 41° 42′ 28″ N, 1° 47′ 35″ E / 41.70766°N,1.79299°E ca:Extrem est del terme municipal      |           |                     | Modifica les dades a Wikidata |
|        | Fita de terme 15 entre Sant Salvador de Guardiola i Castellgalí | Sant Salvador de Guardiola | fita                       | 18th century | 41° 41′ 08″ N, 1° 48′ 42″ E / 41.68563°N,1.81167°E ca:Extrem est del terme municipal      |           |                     | Modifica les dades a Wikidata |
|        | Fita de terme 15 entre Sant Salvador de Guardiola i Manresa     | Sant Salvador de Guardiola | fita element arquitectònic | 19th century | 41° 42′ 30″ N, 1° 47′ 29″ E / 41.70834°N,1.7913°E ca:Extrem est del terme municipal       |           |                     | Modifica les dades a Wikidata |
|        | Fita de terme 16 entre Sant Salvador de Guardiola i Castellgalí | Sant Salvador de Guardiola | fita                       | 18th century | 41° 41′ 09″ N, 1° 48′ 45″ E / 41.68579°N,1.81261°E ca:Extrem est del terme municipal      |           |                     | Modifica les dades a Wikidata |
|        | Fita de terme 17 entre Sant Salvador de Guardiola i Castellgalí | Sant Salvador de Guardiola | fita                       | 18th century | 41° 41′ 09″ N, 1° 48′ 50″ E / 41.68582°N,1.81393°E ca:Extrem est del terme municipal      |           |                     | Modifica les dades a Wikidata |
|        | Fita de terme 18 bis entre Sant Salvador de Guardiola i Manresa | Sant Salvador de Guardiola | fita element arquitectònic | 18th century | 41° 42′ 38″ N, 1° 47′ 17″ E / 41.71065°N,1.78798°E ca:Extrem nord-est del terme municipal |           |                     | Modifica les dades a Wikidata |
|        | Fita de terme 18 entre Sant Salvador de Guardiola i Manresa     | Sant Salvador de Guardiola | fita element arquitectònic | 20th century | 41° 42′ 38″ N, 1° 47′ 18″ E / 41.71049°N,1.78826°E ca:Extrem nord-est del terme municipal |           |                     | Modifica les dades a Wikidata |
|        | Fita de terme 19 entre Sant Salvador de Guardiola i Castellgalí | Sant Salvador de Guardiola | fita                       | 18th century | 41° 41′ 12″ N, 1° 48′ 56″ E / 41.68665°N,1.81544°E ca:Extrem est del terme municipal      |           |                     | Modifica les dades a Wikidata |
|        | Fita de terme 20 entre Sant Salvador de Guardiola i Manresa     | Sant Salvador de Guardiola | fita                       | 18th century | 41° 42′ 48″ N, 1° 47′ 08″ E / 41.71339°N,1.78563°E ca:Extrem nord-est del terme municipal |           |                     | Modifica les dades a Wikidata |
|        | Fita de terme 21 entre Sant Salvador de Guardiola i Manresa     | Sant Salvador de Guardiola | fita                       | 18th century | 41° 42′ 47″ N, 1° 46′ 57″ E / 41.71297°N,1.7825°E ca:Extrem nord-est del terme municipal  |           |                     | Modifica les dades a Wikidata |
|        | Fita de terme 22 entre Sant Salvador de Guardiola i Manresa     | Sant Salvador de Guardiola | fita                       | 18th century | 41° 42′ 44″ N, 1° 46′ 45″ E / 41.71213°N,1.77907°E ca:Extrem nor-est del terme municipal  |           |                     | Modifica les dades a Wikidata |
|        | Fita de terme 4 bis entre Sant Salvador de Guardiola i Manresa  | Sant Salvador de Guardiola | fita                       | 18th century | 41° 41′ 45″ N, 1° 48′ 01″ E / 41.69597°N,1.8003°E ca:Extrem est del terme municipal       |           |                     | Modifica les dades a Wikidata |
|        | Fita de terme 5 entre Sant Salvador de Guardiola i Manresa      | Sant Salvador de Guardiola | fita                       | 19th century | 41° 41′ 49″ N, 1° 47′ 59″ E / 41.69683°N,1.79966°E ca:Extrem est del terme municipal      |           |                     | Modifica les dades a Wikidata |
|        | Fita de terme 6 entre Sant Salvador de Guardiola i Manresa      | Sant Salvador de Guardiola | fita                       | 18th century | 41° 41′ 52″ N, 1° 47′ 55″ E / 41.69791°N,1.79855°E ca:Extrem est del terme municipal      |           |                     | Modifica les dades a Wikidata |
|        | Fita de terme 7 entre Sant Salvador de Guardiola i Castellgalí  | Sant Salvador de Guardiola | fita                       | 18th century | 41° 40′ 59″ N, 1° 48′ 12″ E / 41.68293°N,1.80331°E ca:Extrem est del terme municipal      |           |                     | Modifica les dades a Wikidata |
|        | Fita de terme 8 entre Sant Salvador de Guardiola i Manresa      | Sant Salvador de Guardiola | fita                       | 18th century | 41° 41′ 56″ N, 1° 47′ 49″ E / 41.69897°N,1.79691°E ca:Extrem est del terme municipal      |           |                     | Modifica les dades a Wikidata |

## font
| imatge | Nom                          | Ubicat a                   | instància de | Detalls      | coordenades                                                                                             | Protecció | Commons (més fotos) | Dades a WD                    |
| ------ | ---------------------------- | -------------------------- | ------------ | ------------ | --- | --------- | ------------------- | ----------------------------- |
|        | Font Nova                    | Sant Salvador de Guardiola | font         |              | 41° 40′ 32″ N, 1° 45′ 30″ E / 41.67551°N,1.7583°E ca:Raval del Parrot de la Riera                       |           |                     | Modifica les dades a Wikidata |
|        | Font i mina de Besora        | Sant Salvador de Guardiola | font         |              | 41° 41′ 08″ N, 1° 46′ 04″ E / 41.68551°N,1.76765°E ca:Obaga del Besora, prop de cal Besora              |           |                     | Modifica les dades a Wikidata |
|        | font de Dalt                 | Sant Salvador de Guardiola | font         |              | 41° 40′ 40″ N, 1° 46′ 12″ E / 41.67771°N,1.77006°E ca:Prop del poble de Guardiola                       |           |                     | Modifica les dades a Wikidata |
|        | font de l'Hort del Sai       | Sant Salvador de Guardiola | font         |              | 41° 42′ 20″ N, 1° 46′ 18″ E / 41.705417912698°N,1.7717159519597°E                                       |           |                     | Modifica les dades a Wikidata |
|        | font de la Plaça de Salelles | Sant Salvador de Guardiola | font         | 1994         | 41° 42′ 06″ N, 1° 47′ 09″ E / 41.70163°N,1.78591°E ca:Plaça de Salelles                                 |           |                     | Modifica les dades a Wikidata |
|        | font del Calvet              | Sant Salvador de Guardiola | font         |              | 41° 41′ 12″ N, 1° 46′ 49″ E / 41.68673°N,1.78041°E ca:Urbanització del Calvet                           |           |                     | Modifica les dades a Wikidata |
|        | font del Molí                | Sant Salvador de Guardiola | font         |              | 41° 40′ 35″ N, 1° 45′ 37″ E / 41.67633°N,1.76021°E ca:Al Molí de Miralda (raval del Parrot de la Riera) |           |                     | Modifica les dades a Wikidata |
|        | font del carrer Manresa      | Sant Salvador de Guardiola | font         | 20th century | 41° 41′ 08″ N, 1° 46′ 39″ E / 41.68558°N,1.77753°E ca:Carrer Manresa, 1                                 |           |                     | Modifica les dades a Wikidata |
|        | forn de la Font Nova         | Sant Salvador de Guardiola | font         |              | 41° 40′ 31″ N, 1° 45′ 28″ E / 41.67533°N,1.75783°E                                                      |           |                     | Modifica les dades a Wikidata |
|        | la Font Nova                 | Sant Salvador de Guardiola | font         |              | 41° 40′ 33″ N, 1° 45′ 31″ E / 41.67582°N,1.75854°E ca:Raval del Parrot de la Riera                      |           |                     | Modifica les dades a Wikidata |

## masia
| imatge | Nom                     | Ubicat a                   | instància de | Detalls       | coordenades | Protecció | Commons (més fotos) | Dades a WD                    |
| ------ | ----------------------- | -------------------------- | ------------ | ------------- | --- | --------- | ------------------- | ----------------------------- |
|        | Ca l'Isidre de Comasua  | Sant Salvador de Guardiola | masia        |               | 41° 41′ 01″ N, 1° 46′ 28″ E / 41.6836612283828°N,1.77442826246799°E                                                             |           |                     | Modifica les dades a Wikidata |
|        | Ca la Iaia              | Sant Salvador de Guardiola | masia        |               | 41° 40′ 40″ N, 1° 47′ 25″ E / 41.67769351744°N,1.7902641140859°E                                                                |           |                     | Modifica les dades a Wikidata |
|        | Ca la Laia              | Sant Salvador de Guardiola | masia        |               | 41° 40′ 41″ N, 1° 47′ 16″ E / 41.6780553512265°N,1.78767799523982°E ca:Raval de Coll d'Arboç                                    |           |                     | Modifica les dades a Wikidata |
|        | Ca la Maria             | Sant Salvador de Guardiola | masia        |               | 41° 39′ 59″ N, 1° 46′ 44″ E / 41.6662719347695°N,1.77895027554236°E ca:Raval del Parrot                                         |           |                     | Modifica les dades a Wikidata |
|        | Cal Besora              | Sant Salvador de Guardiola | masia        |               | 41° 41′ 02″ N, 1° 45′ 59″ E / 41.6839251459097°N,1.76626498504969°E ca:Afores de Sant Salvador de Guardiola, al sector sud      |           |                     | Modifica les dades a Wikidata |
|        | Cal Bonastre            | Sant Salvador de Guardiola | masia        |               | 41° 38′ 47″ N, 1° 43′ 13″ E / 41.6464669438672°N,1.72029229506027°E ca:Sector occidental del terme                              |           |                     | Modifica les dades a Wikidata |
|        | Cal Canudes             | Sant Salvador de Guardiola | masia        |               | 41° 41′ 00″ N, 1° 47′ 30″ E / 41.6833393676438°N,1.79166391064585°E                                                             |           |                     | Modifica les dades a Wikidata |
|        | Cal Casanoves           | Sant Salvador de Guardiola | masia        |               | 41° 41′ 50″ N, 1° 45′ 48″ E / 41.6972595939541°N,1.76330617951369°E                                                             |           |                     | Modifica les dades a Wikidata |
|        | Cal Climent             | Sant Salvador de Guardiola | masia        |               | 41° 42′ 08″ N, 1° 47′ 44″ E / 41.7021417474311°N,1.79556648112879°E                                                             |           |                     | Modifica les dades a Wikidata |
|        | Cal Francisquet         | Sant Salvador de Guardiola | masia        |               | 41° 40′ 39″ N, 1° 47′ 16″ E / 41.6775874633432°N,1.78772281911886°E ca:Raval de Coll d'Arboç                                    |           |                     | Modifica les dades a Wikidata |
|        | Cal Gangonells          | Sant Salvador de Guardiola | masia        |               | 41° 42′ 09″ N, 1° 47′ 43″ E / 41.7025428216562°N,1.79516238174528°E                                                             |           |                     | Modifica les dades a Wikidata |
|        | Cal Jaume de Montgròs   | Sant Salvador de Guardiola | masia        |               | 41° 41′ 28″ N, 1° 44′ 26″ E / 41.6910691433947°N,1.74066562714119°E                                                             |           |                     | Modifica les dades a Wikidata |
|        | Cal Joan                | Sant Salvador de Guardiola | masia        |               | 41° 40′ 34″ N, 1° 44′ 05″ E / 41.676017702118°N,1.73484418021011°E                                                              |           |                     | Modifica les dades a Wikidata |
|        | Cal Lluís               | Sant Salvador de Guardiola | masia        | 1927          | 41° 42′ 13″ N, 1° 47′ 08″ E / 41.7035134852472°N,1.78555327159502°E ca:Parròquia de Salelles                                    |           |                     | Modifica les dades a Wikidata |
|        | Cal Madei               | Sant Salvador de Guardiola | masia        |               | 41° 40′ 41″ N, 1° 47′ 07″ E / 41.6779484284043°N,1.78522914221216°E                                                             |           |                     | Modifica les dades a Wikidata |
|        | Cal Montconill          | Sant Salvador de Guardiola | masia        |               | 41° 42′ 24″ N, 1° 46′ 59″ E / 41.7066474483952°N,1.78295820184791°E                                                             |           |                     | Modifica les dades a Wikidata |
|        | Cal Nano                | Sant Salvador de Guardiola | masia        |               | 41° 40′ 36″ N, 1° 47′ 40″ E / 41.676554°N,1.79433°E ca:Raval de Coll d'Arboç 379 msnm                                           |           |                     | Modifica les dades a Wikidata |
|        | Cal Pinyot              | Sant Salvador de Guardiola | masia        |               | 41° 40′ 46″ N, 1° 47′ 10″ E / 41.67942578695°N,1.78610242767061°E ca:Raval de Coll d'Arboç                                      |           |                     | Modifica les dades a Wikidata |
|        | Cal Plantat             | Sant Salvador de Guardiola | masia        |               | 41° 40′ 52″ N, 1° 44′ 03″ E / 41.6810627452511°N,1.73413260932916°E ca:Carena de cal Plantat, prop de Set-rengs                 |           |                     | Modifica les dades a Wikidata |
|        | Cal Ponçàs              | Sant Salvador de Guardiola | masia        |               | 41° 40′ 19″ N, 1° 44′ 19″ E / 41.6720499621375°N,1.73851374252791°E                                                             |           |                     | Modifica les dades a Wikidata |
|        | Cal Pruners             | Sant Salvador de Guardiola | masia        |               | 41° 41′ 47″ N, 1° 47′ 22″ E / 41.6964382405699°N,1.78936374367255°E                                                             |           |                     | Modifica les dades a Wikidata |
|        | Cal Ramon               | Sant Salvador de Guardiola | masia        |               | 41° 39′ 01″ N, 1° 43′ 21″ E / 41.650309°N,1.722388°E 442 msnm                                                                   |           |                     | Modifica les dades a Wikidata |
|        | Cal Rei                 | Sant Salvador de Guardiola | masia        |               | 41° 41′ 01″ N, 1° 45′ 28″ E / 41.6837084886315°N,1.75785856946537°E ca:Raval del Sellarès                                       |           |                     | Modifica les dades a Wikidata |
|        | Cal Sec                 | Sant Salvador de Guardiola | masia        |               | 41° 40′ 40″ N, 1° 44′ 07″ E / 41.67773393619°N,1.73529112168094°E                                                               |           |                     | Modifica les dades a Wikidata |
|        | Cal Tatjé               | Sant Salvador de Guardiola | masia        |               | 41° 42′ 06″ N, 1° 47′ 08″ E / 41.70156°N,1.78549°E ca:Al poble de Salelles, núm. 7                                              |           |                     | Modifica les dades a Wikidata |
|        | Cal Tonet Ferrer        | Sant Salvador de Guardiola | masia        |               | 41° 40′ 41″ N, 1° 47′ 11″ E / 41.6781399539048°N,1.78630680497482°E ca:Raval de Coll d'Arboç                                    |           |                     | Modifica les dades a Wikidata |
|        | Cal Víctor              | Sant Salvador de Guardiola | masia        | 20th century  | 41° 42′ 02″ N, 1° 47′ 04″ E / 41.7005481210813°N,1.78450339729552°E ca:Parròquia de Salelles                                    |           |                     | Modifica les dades a Wikidata |
|        | Cal Xacó                | Sant Salvador de Guardiola | masia        |               | 41° 40′ 59″ N, 1° 45′ 33″ E / 41.68313°N,1.7591°E ca:Raval del Sellarès                                                         |           |                     | Modifica les dades a Wikidata |
|        | Can Batlle              | Sant Salvador de Guardiola | masia        |               | 41° 41′ 31″ N, 1° 45′ 42″ E / 41.6919723640211°N,1.76161699405275°E ca:Zona central del terme                                   |           |                     | Modifica les dades a Wikidata |
|        | Can Codorniu            | Sant Salvador de Guardiola | masia        |               | 41° 39′ 25″ N, 1° 44′ 21″ E / 41.6569893258011°N,1.73924008286518°E                                                             |           |                     | Modifica les dades a Wikidata |
|        | Can Martí               | Sant Salvador de Guardiola | masia        |               | 41° 40′ 49″ N, 1° 45′ 27″ E / 41.6801635314195°N,1.75737408877005°E ca:Raval del Sellarès                                       |           |                     | Modifica les dades a Wikidata |
|        | Can Mateu               | Sant Salvador de Guardiola | masia        | 1924          | 41° 42′ 26″ N, 1° 47′ 13″ E / 41.7070858613014°N,1.78694038795135°E ca:Parròquia de Salelles                                    |           |                     | Modifica les dades a Wikidata |
|        | Can Miralda             | Sant Salvador de Guardiola | masia        |               | 41° 40′ 12″ N, 1° 45′ 20″ E / 41.670117569245°N,1.7555699075983°E                                                               |           |                     | Modifica les dades a Wikidata |
|        | Can Poncet              | Sant Salvador de Guardiola | masia        |               | 41° 40′ 54″ N, 1° 45′ 26″ E / 41.681647025853°N,1.75712928009804°E ca:Raval del Sellarès                                        |           |                     | Modifica les dades a Wikidata |
|        | Can Pujolar Nou         | Sant Salvador de Guardiola | masia        |               | 41° 40′ 54″ N, 1° 46′ 10″ E / 41.6816528193942°N,1.76938415893768°E ca:Carrer de la Indústria, s/n (nucli urbà de Guardiola)    |           |                     | Modifica les dades a Wikidata |
|        | Can Pujolar Vell        | Sant Salvador de Guardiola | masia        |               | 41° 40′ 53″ N, 1° 46′ 08″ E / 41.6813053509139°N,1.76889818002083°E ca:Carrer de la Moreneta, núm. 29 (nucli urbà de Guardiola) |           |                     | Modifica les dades a Wikidata |
|        | Can Pèl                 | Sant Salvador de Guardiola | masia        |               | 41° 40′ 51″ N, 1° 46′ 06″ E / 41.6809663705495°N,1.76836398614586°E                                                             |           |                     | Modifica les dades a Wikidata |
|        | Can Roca                | Sant Salvador de Guardiola | masia        |               | 41° 39′ 24″ N, 1° 45′ 03″ E / 41.6567655734753°N,1.7509182233663°E ca:Prop de la urbanització de ca l'Esteve                    |           |                     | Modifica les dades a Wikidata |
|        | Can Ton Gros            | Sant Salvador de Guardiola | masia        |               | 41° 40′ 54″ N, 1° 45′ 28″ E / 41.6816255960813°N,1.75764632411305°E                                                             |           |                     | Modifica les dades a Wikidata |
|        | Casa Masats             | Sant Salvador de Guardiola | masia        | Estat: ruïnós | 41° 39′ 41″ N, 1° 46′ 17″ E / 41.661280548986°N,1.7713541170644°E ca:Raval del Parrot 424 msnm                                  |           |                     | Modifica les dades a Wikidata |
|        | Casa Valldeperes        | Sant Salvador de Guardiola | masia        |               | 41° 39′ 04″ N, 1° 42′ 54″ E / 41.6512444680447°N,1.71498581700643°E                                                             |           |                     | Modifica les dades a Wikidata |
|        | Casa Vella del Calbet   | Sant Salvador de Guardiola | masia        |               | 41° 41′ 11″ N, 1° 46′ 50″ E / 41.6864643430713°N,1.78053906182593°E ca:Carrer Pau Casals, s/n (urbanització el Calvet)          |           |                     | Modifica les dades a Wikidata |
|        | Comasua                 | Sant Salvador de Guardiola | masia        |               | 41° 39′ 46″ N, 1° 44′ 07″ E / 41.6628268484964°N,1.73523458034712°E 378 msnm                                                    |           |                     | Modifica les dades a Wikidata |
|        | Enric de la Serra       | Sant Salvador de Guardiola | masia        |               | 41° 41′ 02″ N, 1° 48′ 15″ E / 41.6838760394057°N,1.80422169285848°E                                                             |           |                     | Modifica les dades a Wikidata |
|        | Enric de la Torre       | Sant Salvador de Guardiola | masia        |               | 41° 39′ 08″ N, 1° 44′ 14″ E / 41.6521926709943°N,1.7371479570177°E                                                              |           |                     | Modifica les dades a Wikidata |
|        | Mas Coll                | Sant Salvador de Guardiola | masia        |               | 41° 41′ 28″ N, 1° 45′ 30″ E / 41.6911092859819°N,1.75842515639356°E ca:Sector nord del terme                                    |           |                     | Modifica les dades a Wikidata |
|        | Mas Orpina              | Sant Salvador de Guardiola | masia        |               | 41° 40′ 37″ N, 1° 44′ 56″ E / 41.6769103613041°N,1.74891888591163°E                                                             |           |                     | Modifica les dades a Wikidata |
|        | Mas Puig                | Sant Salvador de Guardiola | masia        |               | 41° 40′ 45″ N, 1° 45′ 07″ E / 41.6792389054192°N,1.75184129852841°E                                                             |           |                     | Modifica les dades a Wikidata |
|        | Masia del Rauric        | Sant Salvador de Guardiola | masia        |               | 41° 41′ 59″ N, 1° 45′ 02″ E / 41.699860642076°N,1.75063735231934°E ca:Serra de Gallcanta                                        |           |                     | Modifica les dades a Wikidata |
|        | Torre Oms               | Sant Salvador de Guardiola | masia        |               | 41° 42′ 05″ N, 1° 47′ 19″ E / 41.7015014147483°N,1.78863179225587°E ca:Parròquia de Salelles                                    |           |                     | Modifica les dades a Wikidata |
|        | el Graell               | Sant Salvador de Guardiola | masia        |               | 41° 40′ 31″ N, 1° 46′ 25″ E / 41.6752320996889°N,1.77371121589157°E ca:Urbanització del Graell                                  |           |                     | Modifica les dades a Wikidata |
|        | el Parrot               | Sant Salvador de Guardiola | masia        |               | 41° 40′ 42″ N, 1° 45′ 40″ E / 41.6783661862726°N,1.76108497826051°E ca:Raval del Sellarès                                       |           |                     | Modifica les dades a Wikidata |
|        | el Pinyot Vell          | Sant Salvador de Guardiola | masia        |               | 41° 41′ 15″ N, 1° 47′ 28″ E / 41.6874859427927°N,1.79112971365539°E                                                             |           |                     | Modifica les dades a Wikidata |
|        | el Pla-de-sanç          | Sant Salvador de Guardiola | masia        |               | 41° 41′ 18″ N, 1° 46′ 31″ E / 41.6882562219414°N,1.77541046334265°E ca:Zona de Pla de Sanç                                      |           |                     | Modifica les dades a Wikidata |
|        | el Poaló                | Sant Salvador de Guardiola | masia        |               | 41° 39′ 59″ N, 1° 45′ 01″ E / 41.6663596087061°N,1.75024029249369°E                                                             |           |                     | Modifica les dades a Wikidata |
|        | els Colomers            | Sant Salvador de Guardiola | masia        |               | 41° 39′ 23″ N, 1° 46′ 06″ E / 41.6562773315471°N,1.76827006197337°E ca:Urbanització de ca l'Esteve                              |           |                     | Modifica les dades a Wikidata |
|        | l'Hostal Vell           | Sant Salvador de Guardiola | masia        |               | 41° 39′ 43″ N, 1° 45′ 32″ E / 41.6620670645115°N,1.75889919653584°E                                                             |           |                     | Modifica les dades a Wikidata |
|        | la Barraca              | Sant Salvador de Guardiola | masia        |               | 41° 38′ 34″ N, 1° 43′ 23″ E / 41.642867980629°N,1.72306519579605°E                                                              |           |                     | Modifica les dades a Wikidata |
|        | la Botiguera            | Sant Salvador de Guardiola | masia        |               | 41° 41′ 05″ N, 1° 45′ 41″ E / 41.6846558614287°N,1.76134879994873°E ca:Raval del Sellarès                                       |           |                     | Modifica les dades a Wikidata |
|        | la Casa Nova del Brunet | Sant Salvador de Guardiola | masia        |               | 41° 40′ 17″ N, 1° 47′ 23″ E / 41.671361°N,1.789633°E 402 msnm                                                                   |           |                     | Modifica les dades a Wikidata |
|        | la Casanova             | Sant Salvador de Guardiola | masia        |               | 41° 41′ 28″ N, 1° 47′ 47″ E / 41.6910359359355°N,1.79639855079499°E                                                             |           |                     | Modifica les dades a Wikidata |
|        | la Caseta               | Sant Salvador de Guardiola | masia        |               | 41° 40′ 21″ N, 1° 45′ 52″ E / 41.6725578412425°N,1.76453599135469°E                                                             |           |                     | Modifica les dades a Wikidata |
|        | la Devesa de Baix       | Sant Salvador de Guardiola | masia        | 20th century  | 41° 39′ 04″ N, 1° 45′ 34″ E / 41.651075218482°N,1.75942246585395°E ca:Urbanització de ca l'Esteve, 66                           |           |                     | Modifica les dades a Wikidata |
|        | la Devesa de Dalt       | Sant Salvador de Guardiola | masia        |               | 41° 39′ 01″ N, 1° 45′ 20″ E / 41.6501972481731°N,1.75569255362915°E ca:Urbanització de ca l'Esteve, núm. 67                     |           |                     | Modifica les dades a Wikidata |
|        | la Guixola              | Sant Salvador de Guardiola | masia        |               | 41° 40′ 26″ N, 1° 47′ 35″ E / 41.6738980773296°N,1.79318601492638°E                                                             |           |                     | Modifica les dades a Wikidata |
|        | la Peça                 | Sant Salvador de Guardiola | masia        |               | 41° 42′ 38″ N, 1° 47′ 12″ E / 41.7105858008335°N,1.78658609958687°E ca:Parròquia de Salelles                                    |           |                     | Modifica les dades a Wikidata |
|        | la Volta                | Sant Salvador de Guardiola | masia        |               | 41° 42′ 06″ N, 1° 47′ 08″ E / 41.70172°N,1.78556°E ca:Poble de Salelles, núm. 8                                                 |           |                     | Modifica les dades a Wikidata |
|        | les Feixes              | Sant Salvador de Guardiola | masia        |               | 41° 42′ 13″ N, 1° 47′ 00″ E / 41.7037053272426°N,1.7832540677347°E                                                              |           |                     | Modifica les dades a Wikidata |
|        | les Fonts Joanes        | Sant Salvador de Guardiola | masia        |               | 41° 42′ 19″ N, 1° 47′ 29″ E / 41.7053868596328°N,1.79152757864033°E                                                             |           |                     | Modifica les dades a Wikidata |
|        | les Tines               | Sant Salvador de Guardiola | masia        |               | 41° 39′ 31″ N, 1° 47′ 05″ E / 41.658719486256°N,1.7846141593525°E ca:Raval del Parrot                                           |           |                     | Modifica les dades a Wikidata |

## muntanya
| imatge | Nom                | Ubicat a                                                   | instància de | Detalls | coordenades                                                         | Protecció | Commons (més fotos) | Dades a WD                    |
| ------ | ------------------ | ---------------------------------------------------------- | ------------ | ------- | ------------------------------------------------------------------- | --------- | ------------------- | ----------------------------- |
|        | Colldarboç         | Sant Salvador de Guardiola                                 | muntanya     |         | 41° 39′ 31″ N, 1° 46′ 41″ E / 41.6587°N,1.77809°E 476.7 msnm        |           |                     | Modifica les dades a Wikidata |
|        | Pòpia del Montgròs | Sant Salvador de Guardiola Castellfollit del Boix          | muntanya     |         | 41° 41′ 11″ N, 1° 43′ 56″ E / 41.686475°N,1.73227778°E 668 msnm     |           | Pòpia del Montgròs  | Modifica les dades a Wikidata |
|        | la Melera          | Sant Salvador de Guardiola Rajadell                        | muntanya     |         | 41° 42′ 11″ N, 1° 45′ 04″ E / 41.70310833°N,1.75121222°E 630.2 msnm |           |                     | Modifica les dades a Wikidata |
|        | la Roda            | Sant Salvador de Guardiola                                 | muntanya     |         | 41° 40′ 24″ N, 1° 44′ 40″ E / 41.67340833°N,1.74449444°E 376.2 msnm |           |                     | Modifica les dades a Wikidata |
|        | serra de Montgròs  | Sant Salvador de Guardiola Castellfollit del Boix Rajadell | muntanya     |         | 41° 41′ 35″ N, 1° 43′ 57″ E / 41.69293°N,1.73258°E                  |           |                     | Modifica les dades a Wikidata |

## pont
| imatge | Nom                 | Ubicat a                   | instància de | Detalls                       | coordenades                                                                                       | Protecció | Commons (més fotos) | Dades a WD                    |
| ------ | ------------------- | -------------------------- | ------------ | ----------------------------- | ------------------------------------------------------------------------------------------------- | --------- | ------------------- | ----------------------------- |
|        | Pont de Comasua     | Sant Salvador de Guardiola | pont         | 1919 Estat: bon estat         | 41° 40′ 02″ N, 1° 44′ 37″ E / 41.66725°N,1.7435°E 319 msnm                                        |           |                     | Modifica les dades a Wikidata |
|        | Pont de Salelles    | Sant Salvador de Guardiola | pont         | 1914 Estat: bon estat         | 41° 41′ 44″ N, 1° 47′ 19″ E / 41.69569°N,1.78861°E 244 msnm                                       |           |                     | Modifica les dades a Wikidata |
|        | Pont de ca l'Isidro | Sant Salvador de Guardiola | pont         | 1919 Estat: bon estat         | 41° 41′ 12″ N, 1° 46′ 27″ E / 41.68658°N,1.77417°E ca:Urbanització del Calvet. 267 msnm           |           |                     | Modifica les dades a Wikidata |
|        | Pont del Calvet     | Sant Salvador de Guardiola | pont         | 1906                          | 41° 41′ 12″ N, 1° 46′ 46″ E / 41.68653°N,1.77943°E 261 msnm                                       |           |                     | Modifica les dades a Wikidata |
|        | Pont del Parrot     | Sant Salvador de Guardiola | pont         | Estat: bon estat              | 41° 40′ 16″ N, 1° 46′ 12″ E / 41.6709959288634°N,1.77006768465381°E                               |           |                     | Modifica les dades a Wikidata |
|        | Pont del Sellarès   | Sant Salvador de Guardiola | pont         | 20th century Estat: bon estat | 41° 40′ 51″ N, 1° 45′ 40″ E / 41.68071°N,1.76103°E ca:Camí que val al raval del Sellarès 278 msnm |           |                     | Modifica les dades a Wikidata |
|        | el Pont             | Sant Salvador de Guardiola | pont         |                               | 41° 40′ 21″ N, 1° 45′ 11″ E / 41.6725070400963°N,1.75316065915966°E                               |           |                     | Modifica les dades a Wikidata |

## resclosa
| imatge | Nom                                | Ubicat a                   | instància de | Detalls      | coordenades                                                                                     | Protecció | Commons (més fotos) | Dades a WD                    |
| ------ | ---------------------------------- | -------------------------- | ------------ | ------------ | ----------------------------------------------------------------------------------------------- | --------- | ------------------- | ----------------------------- |
|        | Resclosa i rec del Molí de Miralda | Sant Salvador de Guardiola | resclosa     |              | 41° 40′ 34″ N, 1° 45′ 34″ E / 41.67598°N,1.75933°E ca:Raval del Parrot de la Riera              |           |                     | Modifica les dades a Wikidata |
|        | Resclosa i rec del molí del Calvet | Sant Salvador de Guardiola | resclosa     | 18th century | 41° 41′ 10″ N, 1° 46′ 43″ E / 41.68617°N,1.77869°E ca:Entre 'la Resclosa' i la masia del Calvet |           |                     | Modifica les dades a Wikidata |

## sínia
| imatge | Nom                                          | Ubicat a                   | instància de | Detalls                    | coordenades | Protecció | Commons (més fotos) | Dades a WD                    |
| ------ | -------------------------------------------- | -------------------------- | ------------ | -------------------------- | --- | --------- | ------------------- | ----------------------------- |
|        | Sínia de la Torre de l'Oms                   | Sant Salvador de Guardiola | sínia        | 19th century Estat: ruïnós | 41° 41′ 44″ N, 1° 47′ 29″ E / 41.69545°N,1.7914°E ca:Vora la riera de Guardiola, prop de la Depuradora d'Aigües |           |                     | Modifica les dades a Wikidata |
|        | Sínia del Pont de Sant Salvador de Guardiola | Sant Salvador de Guardiola | sínia        |                            | 41° 41′ 12″ N, 1° 46′ 24″ E / 41.68677°N,1.77342°E ca:Prop del Pont del Calvet                                  |           |                     | Modifica les dades a Wikidata |

## torre de telegrafia òptica
| imatge | Nom                 | Ubicat a                   | instància de               | Detalls      | coordenades                                                                          | Protecció                   | Commons (més fotos) | Dades a WD                    |
| ------ | ------------------- | -------------------------- | -------------------------- | ------------ | ------------------------------------------------------------------------------------ | --------------------------- | ------------------- | ----------------------------- |
|        | Torre d'en Brunet   | Sant Salvador de Guardiola | torre de telegrafia òptica | 19th century | 41° 40′ 25″ N, 1° 47′ 29″ E / 41.673497°N,1.791431°E ca:Coll de Can Massana 427 msnm | bé cultural d'interès local | Torre d'en Brunet   | Modifica les dades a Wikidata |
|        | Torre de la Guixola | Sant Salvador de Guardiola | torre de telegrafia òptica |              | 41° 40′ 24″ N, 1° 47′ 29″ E / 41.673463894892°N,1.79129604239729°E                   |                             |                     | Modifica les dades a Wikidata |

## Misc
| imatge | Nom                                             | Ubicat a                                                   | instància de                     | Detalls | coordenades | Protecció                                            | Commons (més fotos)                               | Dades a WD                    |
| ------ | ----------------------------------------------- | ---------------------------------------------------------- | -------------------------------- | ------- | --- | ---------------------------------------------------- | ------------------------------------------------- | ----------------------------- |
|        | Aqüeducte del Pou de Glaç                       | Sant Salvador de Guardiola                                 | aqüeducte pont                   |         | 41° 41′ 21″ N, 1° 48′ 32″ E / 41.68923°N,1.80875°E ca:Riera de Guardiola, vora el pou de glaç 210 msnm                                                                                         |                                                      |                                                   | Modifica les dades a Wikidata |
|        | Bassa de la Font Nova                           | Sant Salvador de Guardiola                                 | bassa                            |         | 41° 40′ 32″ N, 1° 45′ 28″ E / 41.67558°N,1.75775°E ca:Raval del Parrot de la Riera |                                                      |                                                   | Modifica les dades a Wikidata |
|        | Ca l'Esteve                                     | Sant Salvador de Guardiola                                 | nucli de població                |         | 41° 39′ 34″ N, 1° 45′ 25″ E / 41.659324587811°N,1.7569787875438°E |                                                      |                                                   | Modifica les dades a Wikidata |
|        | Castell de Guardiola                            | Sant Salvador de Guardiola                                 | castell                          |         | 41° 40′ 17″ N, 1° 45′ 43″ E / 41.671278°N,1.761977°E | bé d'interès cultural bé cultural d'interès nacional | Castell de Guardiola (Sant Salvador de Guardiola) | Modifica les dades a Wikidata |
|        | Hort del Xaix                                   | Sant Salvador de Guardiola                                 | hort                             |         | 41° 40′ 37″ N, 1° 46′ 16″ E / 41.67702°N,1.77117°E ca:Al torrent dels Colomers, a l'alçada del camp de futbol                                                                                  |                                                      |                                                   | Modifica les dades a Wikidata |
|        | Molí de Miralda                                 | Sant Salvador de Guardiola                                 | molí d'aigua                     |         | 41° 40′ 35″ N, 1° 45′ 37″ E / 41.6763294242645°N,1.76013892120907°E ca:Raval del Parrot de la Riera                                                                                            |                                                      |                                                   | Modifica les dades a Wikidata |
|        | Monument commemoratiu dels Fargas               | Sant Salvador de Guardiola                                 | monument                         | 2003    | 41° 42′ 09″ N, 1° 47′ 31″ E / 41.70246°N,1.79192°E ca:Camí d'accés a Salelles |                                                      |                                                   | Modifica les dades a Wikidata |
|        | Pedra del Pla de Sanç                           | Sant Salvador de Guardiola                                 | mobiliari urbà                   |         | 41° 40′ 54″ N, 1° 45′ 56″ E / 41.68155°N,1.76567°E ca:Avinguda de la Generalitat (nucli urbà de Guardiola)                                                                                     |                                                      |                                                   | Modifica les dades a Wikidata |
|        | Polígon industrial Salelles                     | Sant Salvador de Guardiola                                 | polígon industrial               |         | 41° 41′ 57″ N, 1° 47′ 29″ E / 41.6991797976494°N,1.79140344753685°E |                                                      |                                                   | Modifica les dades a Wikidata |
|        | Pou de glaç de la riera de Guardiola            | Sant Salvador de Guardiola Castellgalí                     | pou de neu element arquitectònic |         | 41° 41′ 21″ N, 1° 48′ 32″ E / 41.68905°N,1.80878°E 41° 41′ 20″ N, 1° 48′ 32″ E / 41.689°N,1.80901°E ca:Riera de Guardiola, prop de la serra de l'Otzet ca:Cornet. Camí del Telló al mas Oller. |                                                      |                                                   | Modifica les dades a Wikidata |
|        | Serra de Gallcanta                              | Castellfollit del Boix Sant Salvador de Guardiola Rajadell | serra                            |         | 41° 41′ 40″ N, 1° 44′ 04″ E / 41.69456111°N,1.73435083°E 668.8 msnm |                                                      |                                                   | Modifica les dades a Wikidata |
|        | alzina del Parrot de la Riera                   | Sant Salvador de Guardiola                                 | arbre singular                   |         | 41° 40′ 43″ N, 1° 45′ 46″ E / 41.67855°N,1.76264°E ca:Bosquet de l'Estenedor (prop de la Fassina i el mas Parrot de la Riera)                                                                  |                                                      |                                                   | Modifica les dades a Wikidata |
|        | boscos de l'Obaga de l'Otzet                    | Sant Salvador de Guardiola                                 | bosc                             |         | 41° 41′ 19″ N, 1° 48′ 32″ E / 41.68873°N,1.80891°E ca:Serra de l'Otzet |                                                      |                                                   | Modifica les dades a Wikidata |
|        | casa consistorial de Sant Salvador de Guardiola | Sant Salvador de Guardiola                                 | casa consistorial                | 1960    | 41° 40′ 43″ N, 1° 46′ 02″ E / 41.6786537°N,1.7670845°E ca:Carrer de Dalt, núm. 19 (nucli urbà de Guardiola)                                                                                    |                                                      |                                                   | Modifica les dades a Wikidata |
|        | cementiri de Salelles                           | Sant Salvador de Guardiola                                 | cementiri                        | 1879    | 41° 42′ 10″ N, 1° 47′ 33″ E / 41.7028764139437°N,1.79262021535118°E ca:Camí de Salelles |                                                      |                                                   | Modifica les dades a Wikidata |
|        | creu de Coll-santpere                           | Sant Salvador de Guardiola                                 | creu monumental                  |         | 41° 40′ 29″ N, 1° 47′ 04″ E / 41.6747519696988°N,1.78447234216153°E 404 msnm |                                                      |                                                   | Modifica les dades a Wikidata |
|        | rectoria de Salelles                            | Sant Salvador de Guardiola                                 | rectoria edifici                 |         | 41° 42′ 06″ N, 1° 47′ 10″ E / 41.70178°N,1.78602°E ca:Plaça de Salelles |                                                      |                                                   | Modifica les dades a Wikidata |